# Aleucanitis caylino
Aleucanitis caylino är en fjärilsart som beskrevs av Charles Andreas Geyer 1834. Aleucanitis caylino ingår i släktet Aleucanitis och familjen nattflyn. Inga underarter finns listade i Catalogue of Life.